# Cerska
Cerska je naseljeno mjesto u sastavu općine Vlasenica, Republika Srpska, BiH.

## Geografski položaj
Nalazi se 12 km od grada Vlasenice i 11 km od granice sa Srbijom.

## Povijest
Tijekom rata u BiH, Cerska je bila u srebreničkoj enklavi, te jedino mjesto u općini Vlasenica koje 1992. nije bilo pod srpskom kontrolom. Cerska je pala početkom ožujka 1993., a 1995., nakon pada Srebrenice, u okolici ovog mjesta su počinjeni brojni zločini nad Bošnjacima koji su se pokušavali probiti prema Tuzli.

## Stanovništvo
| Cerska             |                |                |               |
| godina popisa      | 1991.          | 1981.          | 1971.         |
| Muslimani          | 1389 (98,58 %) | 1132 (97,41 %) | 908 (99,34 %) |
| Srbi               | 12 (0,85 %)    | 11 (0,94 %)    | 4 (0,43 %)    |
| Hrvati             | 0              | 2 (0,17 %)     | 0             |
| Jugoslaveni        | 6 (0,42 %)     | 12 (1,03 %)    | 0             |
| ostali i nepoznato | 2 (0,14 %)     | 5 (0,43 %)     | 2 (0,21 %)    |
| ukupno             | 1409           | 1162           | 914           |

## Vanjske poveznice
- Satelitska snimka  Arhivirana inačica izvorne stranice od 3. svibnja 2009. (Wayback Machine)